# Tylosurus choram
Tylosurus choram är en fiskart som först beskrevs av Ruppell, 1837.  Tylosurus choram ingår i släktet Tylosurus och familjen näbbgäddefiskar. Inga underarter finns listade i Catalogue of Life.